# Председнички избори у САД 1932.
Председнички избори у САД 1932. су били 37. по редоследу, и одржани су у уторак 8. новембра 1932. Избори су били у сенци велике економске кризе узроковане Великом депресијом 1929. На њима су учествовали актуелни републикански председник Херберт Хувер, и демократски гувернер савезне државе Њујорк Френклин Д. Рузвелт, који је био кандидат за потпредседника у председничким изборима 1920. Рузвелт је веома убедљиво поразио актуелног председника Хувера са 57,4% подршке гласача, и 472/531 изборника, поставши тако први демократа у 80 година који је освојио апсолутну већину и у гласачима и у изборницима, након 1852. и Френклина Пирса. Хувер је био последњи председник који није освојио други мандат, док се то није десило Џимију Картеру након 48 година.

## Главни кандидати
| Lp. | Слика | Име                 | Слика | Кандидат за потпредседника | Странка               |
| --- | ----- | ------------------- | ----- | -------------------------- | --------------------- |
| 1.  |       | Френклин Д. Рузвелт |       | Џон Гарнер                 | Демократска странка   |
| 2.  |       | Херберт Хувер       |       | Чарлс Кертис               | Републиканска странка |

## Резултати
| Кандидат            | Странка               | Гласови    | Гласови  | Изборници |
| Кандидат            | Странка               | Број       | Проценат | Изборници |
| ------------------- | --------------------- | ---------- | -------- | --------- |
| Френклин Д. Рузвелт | Демократска странка   | 22.821.277 | 57,41%   | 472       |
| Херберт Хувер       | Републиканска странка | 15.761.254 | 39,65%   | 59        |
| Норман Томас        | Социјалистичка        | 884.885    | 2,23%    | 0         |
| Вилијам Фостер      | Комунистичка          | 103.307    | 0,26%    | 0         |
| Вилијам Апшав       | Странка забране       | 81.905     | 0,21%    | 0         |
| Остали кандидати    | Остали кандидати      | 99.270     | 0,25%    | 0         |
| Укупно              | Укупно                | 39.751.898 | 100%     | 531       |